# Mesomys
Mesomys é um gênero de roedor da família Echimyidae.

## Espécies
- Mesomys hispidus (Desmarest, 1817)
- Mesomys leniceps Thomas, 1926
- Mesomys occultus Patton, da Silva & Malcolm, 2000
- Mesomys stimulax Thomas, 1911